# Edinburgh International Film Festival
L'Edinburgh International Film Festival (EIFF) è una rassegna cinematografica che si tiene ogni anno nel mese di giugno ad Edimburgo, Scozia. Inaugurato nell'agosto del 1947, l'EIFF è una delle più antiche vetrine per pellicole sia del Regno Unito che internazionali.

## Storia
Il festival dura circa due settimane e la sua prima edizione, in cui vennero ospitati solamente documentari, fu presentata dall'Edinburgh Film Guild come parte integrante dell'Edinburgh International Festival (EIF). Quest'ultimo esiste ancora oggi ed ha luogo anch'esso ogni anno, ma nel mese di agosto. Negli anni successivi il programma della rassegna si è arricchito includendo lungometraggi e film sperimentali. A partire dal 2008 l'EIFF è diventato un festival indipendente, la cui organizzazione e amministrazione è totalmente separata dall'Edinburgh International Festival. Ed è sempre dal 2008 che non ha più luogo ad agosto ma a giugno.
Ad oggi prendono parte dell'Edinburgh International Film Festival: lungometraggi, cortometraggi, documentari, film d'animazione e video musicali. La giuria assegna il Michael Powell Award for Best New British Feature Film e lo Skillset New Directors Award, mentre il pubblico può votare per lo Standard Life Audience Award. Numerosi anche i premi assegnati ai cortometraggi. Durante i quindici giorni della rassegna sono tante le anteprime nazionali e internazionali.
Da anni Ginnie Atkinson svolge il ruolo di direttore generale del festival, mentre dal settembre 2006 Hannah McGill (già critico cinematografico per il quotidiano The Herald di Glasgow), si occupa della direzione artistica. Prima di lei Shane Danielsen, dal 2002 al 2006. Gli attori Sean Connery, Tilda Swinton e Robert Carlyle sono stati padrini onorari del festival.

## Sedi
Le principali sedi del festival sono il Filmhouse (già partner ufficiale dell'organizzazione dell'EIFF), The Cameo, il Fountainpark Cineworld e The Dominion. Alcuni degli eventi delle ultime edizioni hanno avuto luogo presso lo Sheraton Hotel, il Traverse Theatre e il Caves. Anche la città di Glasgow ha recentemente partecipato alla rassegna proiettando alcune pellicole al Glasgow Film Theatre e al Renfrew St Cineworld. Nelle intenzioni degli organizzatori c'è anche quella di costruire un nuovo e più grande Filmhouse e intitolarlo the Sean Connery Filmhouse. Il progetto sarà quasi certamente assegnato all'architetto Richard Murphy e l'edificio sarà costruito non troppo lontano al primo. L'obiettivo è che diventi la futura sede unica del festival.

## Categorie
1. Gala - nuove pellicole internazionali
2. British Gala - nuove pellicole britanniche
3. Rosebud - pellicole internazionali di registi esordienti o quasi
4. Directors' Showcase - mini-rassegne su registi già affermati
5. Night Moves - film horror e d'azione (soprattutto di registi indipendenti)
6. Document - documentari
7. Retrospective - retrospettive
8. Black Box -
9. Mirrorball - video musicali
10. In Person - interviste con prestigiose figure dell'industria cinematografica
11. Under The Radar - categoria introdotta nel 2008 in seguito alla partecipazione di John Waters